# Comes Hispaniae
Il Comes Hispaniae era il comandante di truppe di comitatensi della diocesi di Spagna, e facenti parte dell'armata imperiale del Numerus intra Hispanias. Suoi diretti superiori erano al tempo della Notitia dignitatum (nel 400 circa), sia il magister peditum praesentalis per le unità di fanteria, sia il magister equitum praesentalis per quelle di cavalleria.

## Elenco unità
Era a capo di … unità totali, come risulta dalla Notitia dignitatum:
- 11 Auxilia palatina: Ascarii seniores, Ascarii iuniores, Sagittarii Nervii, Exculcatores iuniores, Tubantes, Felices seniores, Invicti seniores, Victores iuniores, Invicti iuniores Britones, Brisigavi seniores, Salii iuniores Gallicani;[2][3]
- 5 legiones comitatenses: Fortenses, Propugnatores seniores, Septimani seniores, Vesontes, Undecimani.[2][3]

Al Comes Hispaniae erano inoltre sottoposte le altre unità/ufficiali della diocesi: Praefectus legionis VII geminae, a Legio; Tribunus cohortis II Flaviae Pacatianae, Paetaonio; Tribunus cohortis II Gallicae, ad cohortem Gallicam; Tribunus cohortis Lucensis, Luco; Tribunus cohortis Celtiberae, Brigantiae, ora Iuliobriga; Tribunus cohortis I Gallicae, Veleia.

### Fonti primarie
- Notitia Dignitatum, Occ., I, V, VII e XLII.

### Fonti storiografiche moderne
- J.Rodríguez González, Historia de las legiones Romanas, Madrid, 2003.
- A.K.Goldsworthy, Storia completa dellesercito romano, Modena 2007. ISBN 978-88-7940-306-1
- Y.Le Bohec, Armi e guerrieri di Roma antica. Da Diocleziano alla caduta dell'impero, Roma 2008. ISBN 978-88-430-4677-5